# Francisco Sá Carneiro
Francisco Manuel Lumbrales de Sá Carneiro GCTE • GCC • GCIH • GCL (Porto, Santo Ildefonso, 19 de julho de 1934 – Loures, Camarate, 4 de dezembro de 1980) foi um advogado e político português, fundador e líder do Partido Popular Democrático/Partido Social Democrata, e ainda primeiro-ministro de Portugal, durante cerca de onze meses, no ano de 1980.
Iniciou a carreira política em 1969 como deputado na 
Assembleia Nacional do Estado Novo. A partir daí desenvolveu uma corrente política que apelava à transformação do país numa democracia baseada na legalidade, mas não tendo conseguido enveredar por esse caminho, abandonou as suas posições em 1973 e juntou-se à oposição. Quando ocorreu a Revolução dos Cravos, fundou e foi o primeiro secretário-geral do Partido Popular Democrático (atual PSD), formação social-democrata que posteriormente adotou posições mais conservadoras. Nas eleições legislativas de 1979 concorreu com uma coligação eleitoral de centro-direita, a Aliança Democrática, que obteve maioria absoluta e formou governo.
Morreu no exercício das funções de primeiro-ministro no Atentado de Camarate, em 4 de dezembro de 1980.

## Família
Nascido no Porto a 19 de julho de 1934, cresceu no seio de uma família católica da alta burguesia do Porto. O quinto de oito irmãos, era filho do advogado José Gualberto Chaves Marques de Sá Carneiro (1897-1978), natural de Barcelos, e de Maria Francisca Judite Pinto da Costa Leite (1908-1989), natural de Salamanca, filha do 2.º Conde de Lumbrales. Era sobrinho materno do professor João Pinto da Costa Leite (Lumbrales), que foi ministro de Salazar.

### Vida pessoal
Casou-se catolicamente com Isabel Maria Ferreira Nunes de Matos (1936), em 1957. Deste matrimónio houve cinco filhos: Francisco (1958), Isabel Maria (1959), Maria Teresa (1961), José (1963) e Pedro (1964).
A 6 de Janeiro de 1976, Sá Carneiro conheceu pessoalmente Snu Abecassis, sua editora, por quem se apaixonou. Pouco tempo depois, separou-se da sua mulher e foi viver com Snu, até à data da sua morte.

## Percurso profissional
Licenciado pela Faculdade de Direito da Universidade de Lisboa, em 1956, dedicou-se ao exercício da advocacia, abrindo escritório na Rua da Picaria, no Porto.
Foi também diretor da Revista dos Tribunais, que fora fundada, entre outros, pelo seu pai, o advogado Gualberto de Sá Carneiro.

## Percurso político

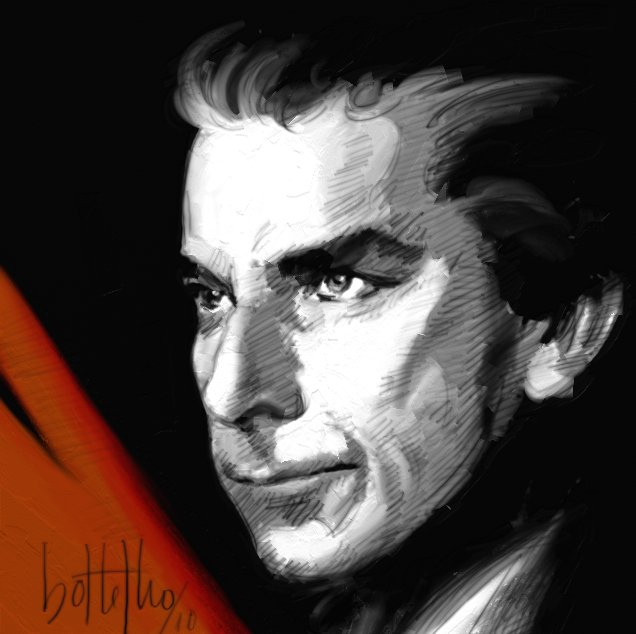
Francisco Sá Carneiro

### Durante o Estado Novo
Francisco Sá Carneiro despertou para a política através do catolicismo, tendo sido elemento ativo das Equipes de Nossa Senhora no Porto, altura em que se interessou pelas ideias otimistas de Teilhard de Chardin, bem como pelas doutrinas personalistas de Emmanuel Mounier.
A seguir envolveu-se em atividades cívicas, nomeadamente como promotor de conferências na Cooperativa Confronto, que viria a ser encerrada pela PIDE.
Em 1968, com a chegada ao poder de Marcello Caetano, Sá Carneiro destacou-se como impulsionador do pedido ao novo Presidente do Conselho para que permitisse o regresso a Portugal do bispo D. António Ferreira Gomes à Diocese do Porto. D. António tinha sido impedido de entrar no país, depois de ter entrado em confronto com Salazar, com a célebre Carta a Salazar. Marcello Caetano viria a permitir o regresso de D. António, uma atitude que inspirou alguma expetativa de abertura do Estado Novo à democracia.

#### A experiência da Ala Liberal e idealização de um novo partido político
Em 1969, no início da chamada Primavera Marcelista, Sá Carneiro aceitou integrar a lista da Ação Nacional Popular (ANP) no Porto — estrutura que substituíra a União Nacional, o partido único do regime do Estado Novo — com a condição de não aderir à ANP. Foi assim eleito deputado à Assembleia Nacional, como cidadão independente eleito nas listas da ANP.
Convertendo-se em líder da chamada Ala Liberal da Assembleia Nacional, depois da morte de José Pedro Pinto Leite, dado que nesta apenas o partido único estava representado, desenvolveu diversas iniciativas que tinham como objetivo fazer evoluir a ditadura herdada de Salazar para uma democracia típica da Europa Ocidental, propondo a revisão de várias leis nesse sentido, que encontraram a firme oposição dos restantes parlamentares.
Propôs, designadamente, a eleição do Presidente da República por sufrágio direto e universal, suprimida desde a candidatura do general Humberto Delgado a Presidente da República; coordenou um inquérito sobre as condições existentes nas prisões e propôs a libertação dos presos políticos; fez uma proposta de nova lei de imprensa que abolia a censura.
Em seguida, com a colaboração principal de João Bosco Mota Amaral, elaborou um projeto de revisão constitucional, apresentado em 1970, e no qual propunha a consagração de um sistema de direitos, liberdades e garantias de todos os cidadãos.
Não tendo alcançado os objectivos aos quais se propusera, Sá Carneiro viria a resignar ao cargo de deputado a 25 de Janeiro de 1973  com outros membros da Ala Liberal, entre os quais, Joaquim Magalhães Mota.
Nos anos subsequentes, na cidade do Porto, sua cidade natal, o futuro Partido Popular Democrático teve a sua génese, fruto do diálogo de Sá Carneiro com amigos e colegas de advocacia oriundos dos meios republicanos e da resistência do Porto. Desse período, fazem parte os encontros nos escritórios dos advogados maçons Mário Cal Brandão, Artur Santos Silva (pai) e António Macedo, este conhecido como A Toca, e outros republicanos, que não eram maçons, como Mário Montalvão Machado, este também com escritório na Rua da Picaria, e Miguel Veiga, que acalentavam a ideia de criar um partido social-democrata de tipo europeu. Daí dizer-se que o futuro Partido Popular Democrático (PPD) teve nesse período e nesse contexto o seu embrião.
Professava o republicanismo e a laicidade como as formas de organização estrutural do Estado, como refere na célebre entrevista de 1973 concedida ao então jornalista Jaime Gama, no jornal República:
| “ | Os conceitos de catolicismo progressista e de democracia cristã são bastante equívocos para mim — e não aceito enquadrar-me em qualquer deles. Entendo que os partidos políticos — que considero absolutamente indispensáveis a uma vida política sã e normal — não carecem de ser confessionais, nem devem sê-lo. Daí que não me mostre nada favorável, nem inclinado, a filiar-me numa democracia cristã. É evidente que a palavra pode não implicar nenhum conceito confessional e nesse sentido apresentar-se apenas como um partido que adopte os valores cristãos. Simplesmente, em política, parece-me que os valores não têm que ter nenhum sentido confessional e, portanto, se amanhã me pudesse enquadrar em qualquer partido, estou convencido de que, dentro dos quadros da Europa Ocidental, comummente aceites, iria mais para um partido social-democrata. | ” |

### Pós 25 de Abril de 1974
Em maio de 1974, após a Revolução dos Cravos, fundou o Partido Popular Democrático (PPD), juntamente com Francisco Pinto Balsemão e Joaquim Magalhães Mota. Tornou-se o primeiro secretário-geral do partido e, em outubro de 1976, após a reforma dos estatutos, o primeiro presidente do partido, que então passou a designar-se Partido Social Democrata (PSD).
Foi Ministro sem pasta e Ministro Adjunto do Primeiro-ministro no I Governo Provisório, seria eleito deputado à Assembleia Constituinte em 1975 e, em 1976, eleito deputado (na I Legislatura) à Assembleia da República.
Em novembro de 1977, demitiu-se da presidência do partido, mas seria reeleito no ano seguinte para desempenhar a mesma função.

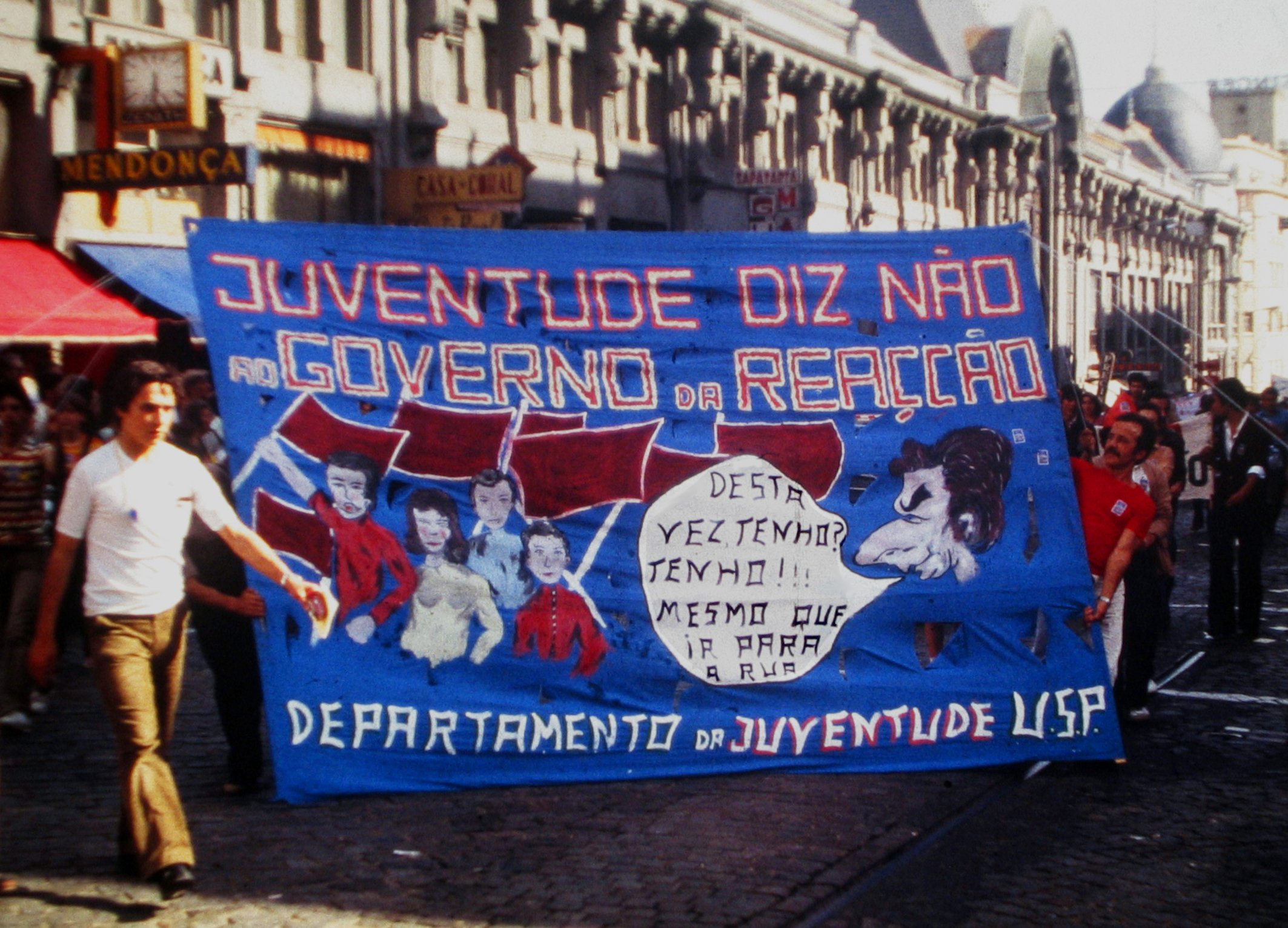
Manifestação do 1 de Maio de 1980 na cidade do Porto. Faixa de protesto contra o governo AD de Sá de Carneiro

Em finais de 1979, criou a  (Portugal)|Aliança Democrática, uma coligação entre o seu PPD/PSD, o Partido do Centro Democrático Social (CDS) de Diogo Freitas do Amaral, o Partido Popular Monárquico (PPM), de Gonçalo Ribeiro Telles e o Movimento dos Reformadores, de José Medeiros Ferreira, António Barreto e Francisco Sousa Tavares. A coligação vence as eleições legislativas desse ano com maioria absoluta. Dispondo de uma ampla maioria a apoiá-lo (a maior coligação governamental até então desde o 25 de Abril), foi chamado pelo Presidente da República António Ramalho Eanes para liderar o VI Governo, tendo sido nomeado primeiro-ministro a 3 de janeiro de 1980 e sucedendo assim a Maria de Lourdes Pintasilgo.

Em abril de 1976, foi denunciada pelo jornal O Diário a existência de uma dívida contraída por Francisco Sá Carneiro, pouco antes da Revolução de 25 de Abril de 1974, numa dependência do Banco Espírito Santo e Comercial de Lisboa (BESCL) no Porto, pretendendo Francisco Sá Carneiro e o seu irmão, Ricardo, investir na bolsa com esse dinheiro, que, com a valorização bolsista, permitiria aos dois irmãos saldar a dívida junto do banco, no total de 13 800 contos (138 000 000 escudos). No entanto, com a Revolução de 25 de Abril de 1974, o BESCL foi nacionalizado e a bolsa fechou, momento em que a dívida foi transferida da dependência do Porto, onde foi cancelada, para uma conta em nome de 'Ricardo S. Carneiro' - que só um funcionário do banco conseguiu identificar como pertencendo a Ricardo Sá Carneiro - na sede do BESCL, em Lisboa, na qual foram sendo debitados sucessivos aceites bancários sem nunca Francisco e Ricardo Sá Carneiro terem liquidado o montante da dívida. Enquanto primeiro-ministro, já em 1980, Francisco Sá Carneiro intentou, junto do Tribunal Cível de Lisboa, uma ação cível com vista a que fosse declarada a inexistência de dívidas a qualquer banco nacionalizado. O escândalo foi comparado ao caso Watergate, dando origem ao livro Watergate Sá Carneiro - História de uma Fraude (do jornal O Diário), e sucediam-se os apelos à demissão do então primeiro-ministro, assim como o jornal O Diário apontou a conivência do diretor do banco, José Roquette, na transferência da dívida do Porto para Lisboa. Em agosto de 1980, o PS e o PCP solicitaram uma reunião urgente da Comissão Permanente da Assembleia da República com vista à abertura de uma comissão de inquérito sobre o caso, referindo estar em causa a honorabilidade do primeiro-ministro; o então secretário-geral do PS e líder da oposição, Mário Soares, considerava que Francisco Sá Carneiro deveria dar explicações sobre o caso. Após a morte de Francisco Sá Carneiro, o seu filho mais velho constituiu-se como assistente na ação cível movida pelo pai relativamente à alegada dívida ao BESCL, num processo contra o diretor do jornal O Diário, Miguel Urbano Rodrigues. O processo acabou por não ter seguimento devido a uma amnistia, mas o Ministério Público entendeu reabrir o processo, tendo o Tribunal da Boa-Hora dado como provada a dívida de Francisco e Ricardo Sá Carneiro, que não foi paga, e decretado a absolvição do diretor do jornal O Diário, Miguel Urbano Rodrigues, dos crimes de difamação e injúria. Contudo, existiu recurso da defesa de Francisco Sá Carneiro, a cargo de Daniel Proença de Carvalho, para o Supremo Tribunal de Justiça, que reverteu a decisão das instâncias inferiores e condenou Miguel Urbano Rodrigues, assim como dois jornalistas de O Diário.

## Morte
Faleceu na noite de 4 de dezembro de 1980, uma quinta-feira, em circunstâncias nunca completamente esclarecidas, quando o avião no qual seguia se despenhou em Camarate, pouco depois da descolagem do aeroporto de Lisboa, quando se dirigia ao Porto para participar num comício de apoio ao candidato presidencial da coligação, o general António Soares Carneiro. Além de Sá Carneiro, Snu Abecassis, o ministro da Defesa Adelino Amaro da Costa e a sua mulher Maria Manuela Pires, o seu chefe de Gabinete, António Patrício Gouveia, os pilotos Jorge Albuquerque e Alfredo de Sousa também morreram.
Nesse mesmo dia, gravara uma mensagem de tempo de antena onde exortava ao voto no candidato apoiado pela AD, ameaçando mesmo demitir-se caso Soares Carneiro perdesse as eleições (o que viria de facto a suceder três dias mais tarde, sendo assim o General Eanes reeleito para o seu segundo mandato presidencial). Dada a sua trágica morte, noticiada ao país na RTP por Diogo Freitas do Amaral, pode-se muito bem especular sobre se se teria ou não demitido em função dos acontecimentos subsequentes. Testemunhas afirmaram ter visto pedaços a cair do avião momentos depois de ele descolar. Os rumores continuaram a alimentar teorias conspiratórias de que o acidente foi na verdade um assassinato , mas nenhuma evidência sólida veio à tona. Houve até diferentes teorias sobre quem poderia ter sido alvo de tal assassinato, pois Francisco de Sá Carneiro viajava com o ministro da Defesa, Adelino Amaro da Costa , que disse ter documentos relativos à 
conspiração surpresa de Outubro que planeava levá-los à Assembleia Geral das Nações Unidas. Um inquérito parlamentar disse em 2004 que havia evidências de uma bomba na aeronave, depois que um inquérito de 1995 concluiu que havia evidências de sabotagem.
Foi agraciado, a título póstumo, com as seguintes condecorações: Grã-Cruz da Ordem Militar de Cristo (29 de maio de 1981), Grã-Cruz da Ordem Militar da Torre e Espada, do Valor, Lealdade e Mérito (7 de março de 1986), Grã-Cruz da Ordem da Liberdade (29 de novembro de 1990) e Grã-Cruz da Ordem do Infante D. Henrique (20 de abril de 2017).
Quarenta anos depois dos acontecimentos, contudo, continuam a existir duas teses relativas à sua morte: a de acidente (eventualmente motivado por negligência na manutenção do avião), ou a de atentado.
Francisco Sá Carneiro foi sepultado no Cemitério do Alto de São João, em Lisboa, sendo posteriormente trasladado para o Cemitério do Lumiar, na mesma cidade.

## Ideologia
Começou a sua vida política na juventude da Ação Católica, sendo a sua primeira atividade cívica enviar uma carta a Marcello Caetano a pedir o retorno de António Ferreira Gomes, o bispo do Porto exilado e pró-democrata. Provavelmente, teve ligações a organizações católicas sindicalistas e ao Socialismo cristão em geral. Foi bastante influenciado pelo Personalismo católico e pelo Humanismo (em especial na sua versão cristã).
Tentou adaptar as ideias social-democratas de Eduard Bernstein, Karl Kautsky e do SPD pós-1945 ao contexto cultural português e à sua sociedade tradicionalmente católica. O Programa Godesberg teve uma importante influência no seu pensamento social-democrata e tornou-se modelo para o seu partido, com o seu corte com o socialismo marxista.
Embora tivesse um partido anticoletivista e antiestatista com ênfase nos direitos pessoais e deveres, que foi responsável pela privatização dos setores industriais nacionalizados durante o período revolucionário, aumentou a despesa social durante o seu mandato, apoiou a Reforma agrária no Alentejo e tinha orgulho em que o seu partido fosse adotado por trabalhadores e operários da classe média e da classe média-baixa e que o seu partido defendesse "a construção de uma sociedade socialista em liberdade". Devido a todas estas especificidades, chamou à ideologia do seu partido "Social-democracia portuguesa".
Era reconhecido como populista por apoiantes, por analistas neutrais e por oponentes.

## Honrarias

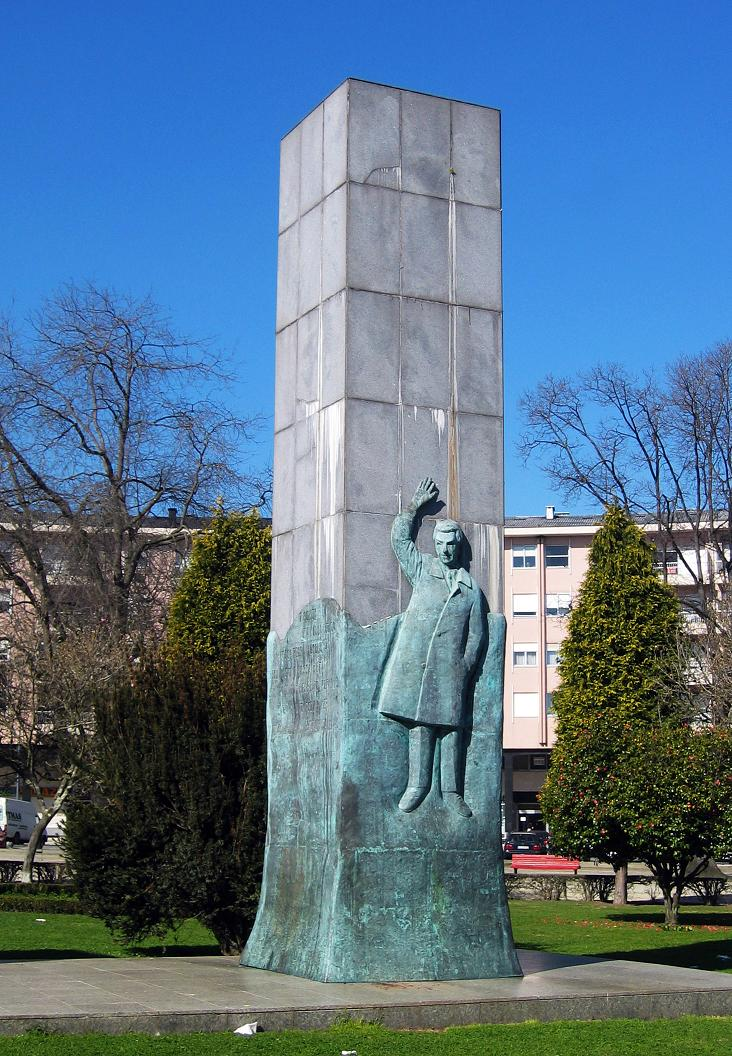
Monumento a Sá Carneiro na cidade do Porto

### Homenagens
O Aeroporto do Porto, na área metropolitana homónima e para onde Sá Carneiro viajava aquando da sua morte, adotou em 1990 o seu nome.

### Condecorações
Sá Carneiro foi condecorado a título póstumo com diversas ordens honoríficas:
- Grã-Cruz da Ordem Militar de Nosso Senhor Jesus Cristo (29 de maio de 1981)
- Grã-Cruz da Antiga e Muito Nobre Ordem Militar da Torre e Espada, do Valor, Lealdade e Mérito (7 de março de 1986)
- Grã-Cruz da Ordem da Liberdade (29 de novembro de 1990)
- Grã-Cruz da Ordem do Infante D. Henrique (20 de abril de 2017)

## Obras
Foi autor de várias obras, das quais se destacam:
- Uma Tentativa de Participação Política (1973)
- Por uma Social-Democracia Portuguesa (1975)
- Poder Civil; Autoridade Democrática e Social-Democracia (1975)
- Uma Constituição para os anos 1980: Contributo para um Projecto de Revisão (1979)
- Textos - 1.º volume, 1969-1973 (1981)

## A identidade originária do PPD / PSD
- Mário Montalvão Machado sobre Sá Carneiro e a fundação do PPD / PSD
- Livro homenageia Artur Santos Silva, "senhor de um destino belo e justo"
- «A identidade social-democrata, reformista, personalista, republicana e laica do PSD, por um dos seus fundadores: Dr. Miguel Veiga» (PDF)